# The Fame Monster
The Fame Monster – minialbum amerykańskiej piosenkarki Lady Gagi wydany 18 listopada 2009. Pierwotna koncepcja zakładała umieszczenie nowych piosenek na pierwszym albumie studyjnym, The Fame, tworząc reedycję, jednak wytwórnia artystki poinformowała w MTV 10 listopada 2009 r., że będzie on sprzedawany jako druga, oddzielna płyta. Pomysł kolejnej reedycji wydawał się wokalistce nie w porządku wobec fanów, co skłoniło wytwórnię do zmiany decyzji w tej kwestii. The Fame Monster Deluxe zawiera również debiutancką płytę artystki.
Liczba sprzedanych egzemplarzy obejmuje dwa wydawnictwa: The Fame oraz The Fame Monster EP. Ich wspólna sprzedaż, którą można uznać za ogólną albumu The Fame, wynosi 4 miliony egzemplarzy. 1 grudnia 2010 roku album uzyskał certyfikat diamentowej płyty w Polsce.
Pomysł na The Fame Monster zrodził się w głowie artystki na początku marca 2009 r. Podczas podróży po świecie pisała piosenki i dlatego kompozycja jest zainspirowana muzyką gotycką oraz pokazami mody. Motywem przewodnim jest ciemna strona sławy.
W niektórych krajach album jest sprzedawany razem z płytą The Fame, natomiast w Stanach Zjednoczonych, Kanadzie i Japonii oddzielnie. Płyta w większości krajów osiągnęła pozycję w pierwszej dziesiątce oficjalnej listy sprzedaży płyt. Singlami promującymi krążek były: „Bad Romance”, „Telephone” i „Alejandro”, a w niektórych miejscach także „Dance in the Dark”. Od 27 listopada 2009 do 6 maja 2011 Gaga była w trasie koncertowej promującą EP-kę – The Monster Ball Tour. Trasa okazała się być najbardziej dochodową dla debiutującego artysty.

## Rozwój i teksty
EP zawiera osiem nowych utworów. Oficjalna strona Lady Gagi potwierdziła wydanie krążka Deluxe Edition, zawierający także cały pierwszy album The Fame, jako bonusowy dysk. W Stanach Zjednoczonych został wydany box-set pod nazwą Super Deluxe, zawierająca oprócz dwóch płyt, kosmyk włosów piosenkarki, jej zapiski oraz specjalną książeczkę zawierającą wszystkie teksty piosenek oraz specjalne zdjęcia.
Artystka skomponowała utwór „Monster” w marcu 2009 roku, zanim spotkał się z nią Dr Dre i Noel Lee, szef z BSM Records, w celu omówienia współpracy. Gaga wyjaśniła, że w tym okresie miała obsesję na punkcie potworów w filmach, w roli głównej. Według niej sława jest potworem w społeczeństwie. EP-ka skupia się na osobistych przeżyciach piosenkarki oraz na jej lękach. Płyta zawiera to wszystko, o czym Gaga nie śpiewała na poprzednim krążku. Inspiracją dla stworzenia nowego materiału, były podróże Lady Gagi, szczególnie zwiedzanie Europy Wschodniej.
„Bad Romance” opowiada o tym jak piosenkarka się czuje samotnie w relacjach z mężczyznami i o tym jak źle ich wybiera. „Alejandro” i „Monster” opowiadają o strachu Gagi przed mężczyznami i seksem. Ballada „Speechless” jest dedykowana ojcu Lady Gagi, który nie zgodził się na operację, która by mu pomogła. „Dance in the Dark” opowiada o czasach, kiedy artystka nie uważała jej ciała za idealne. „Telephone” opowiada o lęku piosenkarki przed uduszeniem. „So Happy I Could Die” opowiada o lęku Gagi przed używkami oraz o masturbowaniu się myśląc o kobietach. „Teeth” traktuje o seksie oralnym oraz lęku artystki przed prawdą.

## Muzyczna struktura płyty
The Independent uznał, że piosenka „Bad Romance” nadała ton albumowi. Utwór dominuje wraz z okładką, zawierającą elementy gotyckie. Piosenka odnosi się do Boney M., a muzyka przypomina piąty studyjny album Depeche Mode Black Celebration z 1986 roku. Teksty zawierają metafory zombie w piosenkach takich jak „Monster” („He ate my heart” – „Zjadł moje serce”), „Teeth”, czy „Dance in the Dark”, których teksty odnoszą się do znanych osób, które spotkał tragiczny koniec, takich jak: Marilyn Monroe, Judy Garland, Sylvia Plath, Księżna Diana i JonBenét Ramsey. „Monster” to jąkające się syntezatory i ciężka perkusja. „Speechless” jest inspirowane utworem, który porusza obraźliwe teksty. Składa się on z harmonii wokalnej i gitarowej, które portal PopMatters porównał do pracy Freddiego Mercurego z Queen. Piosenka została nagrana z wszystkimi żywymi instrumentami takie jak bębny, gitary i bas, oraz zawiera elementy, w których Gaga gra na żywo na fortepianie. W „So Happy I Could Die” Gaga przedstawia odę do masturbacji. Jest to miłosna piosenka, która według Gagi nadaje się do picia, tańca i dotykania się. „Alejandro” zawiera elementy muzyki ABBA i Ace of Base. „Telephone” opowiada o piosenkarce, która zamiast odebrać telefon od ukochanego, woli szaleć na parkiecie. Lady Gaga wraz z Beyoncé szybko śpiewają tę piosenkę wraz z podwójnym bitem. Ostatnia piosenka „Teeth” zawiera muzykę gospel i teksty napisane w stylu S & M.

## Publikacja i grafika
Początkowo album miał być reedycją krążka The Fame, ale Gaga powiedziała telewizji MTV 12 grudnia, że album będzie osobnym projektem. Lady zapowiedziała również ukazanie się wersji Super Deluxe i Super Deluxe Edition, który ukaże się 15 grudnia 2009 roku. Box-set zawiera asortyment wyrobów z produkcji House of Gaga oraz kosmyk włosów artystki.
Pierwsza okładka pokazuje Lady Gagę w blond peruce, w czarnej skórzanej kurtce. Prawą ręką piosenkarka zakrywa sobie twarz kołnierzem kurtki. Druga okładka natomiast ukazuje Lady Gagę jako brunetkę. Lewe oko artystki łzawi czarnymi łzami. Lady Gaga chciała, by jej wizerunek był mroczniejszy, niż ten z poprzedniej płyty. Obie okładki ukazują gotycki styl.

## Listy przebojów
W Stanach Zjednoczonych The Fame Monster osiągnęła pozycję piątą, dzięki 174.00 sprzedanym płytom. Wydanie Deluxe Edition osiągnęło natomiast pozycję szóstą, dzięki 151.000 sprzedanym płytom. Recenzja albumu znajduje się na szczycie listy Digital Albums ze sprzedażą 65.000. Siedem z ośmiu piosenek ze sprzedażą 65.000. Siedem z ośmiu piosenek były notowane na liście Hot Digital Songs. W Kanadzie album zadebiutował na pozycji drugiej, jako samodzielny album. W Australii i Nowej Zelandii krążek znajduje się na pozycji dziesiątej. Podobnie było w Niemczech, Irlandii i Danii. W Japonii album znajduje się na siódmym miejscu.
W Wielkiej Brytanii nie wydano albumu bez dodatkowego bonusowego krążka, tylko jako Deluxe Edition. Album skoczył o siedem pozycji. Na początku znajdował się na pozycji pięćdziesiątej piątej, a w następnym tygodniu znalazł się na pozycji czterdziestej ósmej. Wszystkie utwory znalazły się na angielskich listach przebojów. Największy skok osiągnął utwór „Telephone”, który z pozycji czterdziestej wskoczył na miejsce trzydzieste.

## Promocja

Gaga podczas wykonywania „Poker Face” na koncercie w Newcastle, w Anglii, 4 marca 2010

Po raz pierwszy zaproponowano album w Saturday Night Live, gdzie Gaga wykonała krótką wersję „Bad Romance” na pianinie. W dniu 16 listopada 2009, Gaga wykonała utwór „Speechless” w Los Angeles Museum of Contemporary Art, z powodu obchodzenia trzydziestej rocznicy muzeum. Obie piosenki również były wykonywane w wielu telewizyjnych programach.
Wcześniej Gaga ogłosiła, że jedzie w trasę z Kanye Westem o nazwie Fame Kills Starring: Lady Gaga & Kanye West, która miała się odbywać od listopada 2009 do stycznia 2010 w Kanadzie i Stanach Zjednoczonych. Trasa jednak została odwołana z powodu incydentu, który miał miejsce na MTV Video Music Awards 2009 pomiędzy Kanye a Taylor Swift. 27 listopada 2009 rozpoczęła się trasa Gagi o nazwie The Monster Ball Tour, która trwała do 6 maja 2011 roku. Trasa ta okazała się być najbardziej dochodową trasą debiutującego artysty.

### Single
Pierwszy oficjalny singel to „Bad Romance”. Utwór został wydany 27 października 2009 roku. Piosenka sprzedała się w 12 milionach kopii oraz dotarła do pierwszej dziesiątki w listach notowań Stanów Zjednoczonych, Australii, Polski, Nowej Zelandii, Belgii i Szwajcarii.
26 stycznia 2010 roku odbyła się radiowa premiera drugiego singla promującego album – „Telephone”. W kompozycji gościnnie wystąpiła wokalistka Beyoncé, a teledysk tej piosenki jest kontynuacją tego do „Paparazzi”. Piosenka dotarła do trzeciego miejsca w notowaniach amerykańskich oraz do pierwszego w polskich.
„Dance in the Dark” miało się ukazać jako trzeci singel, lecz Gaga postanowiła wydać „Alejandro” w zamian. Premiera singla miała miejsce 20 kwietnia 2010. Piosenka dostarła do piątego miejsca amerykańskich list przebojów oraz pierwszego na polskich. Jednak później „Dance in the Dark” zostało rozesłane do australijskich (26 lipca 2010) i francuskich (25 sierpnia 2010) rozgłośni radiowych. Utwór dotarł do drugiego miejsca w polskich notowaniach.

## Lista utworów
Edycja standardowa / Edycja specjalna – Dysk 1
| Nr | Tytuł utworu                                                                  | Tekst                                                                         | Producent                        | Długość |
| -- | ----------------------------------------------------------------------------- | ----------------------------------------------------------------------------- | -------------------------------- | ------- |
| 1. | „Bad Romance”                                                                 | RedOne, Lady Gaga                                                             | RedOne, Lady Gaga                | 4:55    |
| 2. | „Alejandro”                                                                   | RedOne, Gaga                                                                  | RedOne, Gaga                     | 4:37    |
| 3. | „Monster”                                                                     | RedOne, Gaga, Space Cowboy                                                    | RedOne, Gaga                     | 4:09    |
| 4. | „Speechless”                                                                  | Gaga                                                                          | Ron Fair, Gaga                   | 4:30    |
| 5. | „Dance in the Dark”                                                           | Gaga, Fernando Garibay                                                        | Fernando Garibay, Gaga           | 4:48    |
| 6. | „Telephone” (z udziałem Beyoncé)                                              | Gaga, Rodney „Darkchild” Jerkins, LaShawn Daniels, Lazonate Franklin, Beyoncé | Rodney "Darkchild" Jerkins, Gaga | 3:40    |
| 7. | „So Happy I Could Die”                                                        | Gaga, RedOne, Space Cowboy                                                    | RedOne, Gaga, Space Cowboy       | 3:55    |
| 8. | „Teeth”                                                                       | Gaga, Taja Riley, Pete Wyoming Bender, Teddy Riley                            | Teddy Riley, Gaga                | 3:40    |
| 9. | „Bad Romance” (Starsmith Remix; utwór dodatkowy w iTunes w Ameryce Północnej) | RedOne, Gaga                                                                  | Starsmith                        | 3:55    |
|    |                                                                               |                                                                               |                                  | 38:09   |

Edycja specjalna – Dysk 2; Wydanie międzynarodowe
| Nr  | Tytuł utworu                                       | Tekst                                           | Producent                  | Długość |
| --- | -------------------------------------------------- | ----------------------------------------------- | -------------------------- | ------- |
| 1.  | „Just Dance” (z udziałem Colby’ego O’Donisa)       | Gaga, RedOne, Aliaune Thiam                     | RedOne, Akon               | 4:01    |
| 2.  | „LoveGame”                                         | Gaga, RedOne                                    | RedOne                     | 3:36    |
| 3.  | „Paparazzi”                                        | Gaga, Rob Fusari                                | Fusari, Gaga               | 3:28    |
| 4.  | „Poker Face”                                       | Gaga, RedOne                                    | RedOne                     | 3:57    |
| 5.  | „I Like It Rough”                                  | Gaga, Kierszenbaum                              | Kierszenbaum               | 3:22    |
| 6.  | „Eh, Eh (Nothing Else I Can Say)”                  | Gaga, Martin Kierszenbaum                       | Kierszenbaum               | 2:55    |
| 7.  | „Starstruck” (z udziałem Space Cowboya i Flo Ridy) | Gaga, Kierszenbaum, Nick Dresti, Tramar Dillard | Kierszenbaum, Space Cowboy | 3:37    |
| 8.  | „Beautiful, Dirty, Rich”                           | Gaga, Fusari                                    | Fusari                     | 2:52    |
| 9.  | „The Fame”                                         | Gaga, Kierszenbaum                              | Kierszenbaum               | 3:42    |
| 10. | „Money Honey”                                      | Gaga, RedOne, Bilal Hajji                       | RedOne                     | 2:50    |
| 11. | „Boys Boys Boys”                                   | Gaga, RedOne                                    | RedOne                     | 3:20    |
| 12. | „Paper Gangsta”                                    | Gaga, RedOne                                    | RedOne                     | 4:23    |
| 13. | „Brown Eyes”                                       | Gaga, Fusari                                    | Fusari, Gaga               | 4:03    |
| 14. | „Summerboy”                                        | Gaga, Brian Kierulf, Josh Schwartz              | Brian & Josh               | 4:13    |
| 15. | „Disco Heaven”                                     | Gaga, Fusari, Tom Kafafian                      | Fusari                     | 3:41    |
| 16. | „Retro, Dance, Freak”                              | Gaga, Fusari                                    | Fusari                     | 3:41    |
|     |                                                    |                                                 |                            | 57:41   |

Edycja specjalna – Dysk 2; Wydanie angielskie i japońskie
| Nr  | Tytuł utworu                                       | Tekst                               | Tekst  | Producent                  |      | Długość |
| --- | -------------------------------------------------- | ----------------------------------- | ------ | -------------------------- | ---- | ------- |
| 1.  | „Just Dance” (z udziałem Colby’ego O’Donisa)       | Gaga, RedOne, Thiam                 |        | RedOne, Akon               |      | 4:01    |
| 2.  | „LoveGame”                                         | Gaga, RedOne                        |        | RedOne                     |      | 3:36    |
| 3.  | „Paparazzi”                                        | Gaga, Fusari                        |        | Fusari, Lady Gaga          |      | 3:28    |
| 4.  | „Poker Face”                                       | Gaga, RedOne                        |        | RedOne                     |      | 3:57    |
| 5.  | „I Like It Rough”                                  | Gaga, Kierszenbaum                  |        | Kierszenbaum               |      | 3:22    |
| 6.  | „Eh, Eh (Nothing Else I Can Say)”                  | Gaga, Kierszenbaum                  |        | Kierszenbaum               |      | 2:55    |
| 7.  | „Starstruck” (z udziałem Space Cowboya i Flo Ridy) | Gaga, Kierszenbaum, Dresti, Dillard |        | Kierszenbaum, Space Cowboy |      | 3:37    |
| 8.  | „Beautiful, Dirty, Rich”                           | Gaga, Fusari                        |        | Fusari                     |      | 2:52    |
| 9.  | „The Fame”                                         | Gaga, Kierszenbaum                  |        | Kierszenbaum               |      | 3:42    |
| 10. | „Money Honey”                                      | Gaga, RedOne, Hajji                 |        | RedOne                     |      | 2:50    |
| 11. | „Boys Boys Boys”                                   | Gaga, RedOne                        |        | RedOne                     |      | 3:20    |
| 12. | „Paper Gangsta”                                    | Gaga, RedOne                        |        | RedOne                     |      | 4:23    |
| 13. | „Brown Eyes”                                       | Gaga, Fusari                        |        | Fusari, Gaga               |      | 4:03    |
| 14. | „Summerboy”                                        | Gaga, Kierulf, Schwartz             |        | Brian & Josh               |      | 4:13    |
| 15. | „Disco Heaven”                                     | Gaga, Fusari, Kafafian              |        | Fusari                     |      | 3:41    |
| 16. | „Again Again” (Gaga, Fusari)                       |                                     | Fusari |                            | 3:04 |         |
|     |                                                    |                                     |        |                            |      | 54:00   |

### Notowania
| Listy przebojów 2009                   | Najwyższa pozycja |
| -------------------------------------- | ----------------- |
| Australian Albums Chart                | 1                 |
| Canadian Albums Chart                  | 2                 |
| Dutch Albums Chart                     | 12                |
| Finnish Albums Chart                   | 1                 |
| German Albums Chart                    | 1                 |
| Irish Albums Chart                     | 1                 |
| Italian Albums Chart                   | 2                 |
| Japanese Albums Chart                  | 7                 |
| New Zealand Albums Chart               | 1                 |
| Polska OLiS                            | 1                 |
| Swedish Albums Chart                   | 4                 |
| UK Albums Chart                        | 1                 |
| U.S. Billboard 200                     | 5                 |
| U.S. Billboard Dance/Electronic Albums | 1                 |

### Historia wydania
| Kraj              | Data              | Format               | Wytwórnia                                    | Edycja           |
| ----------------- | ----------------- | -------------------- | -------------------------------------------- | ---------------- |
| Japonia           | 18 listopada 2009 | CD, digital download | Universal Music                              | Standard, Deluxe |
| Australia         | 20 listopada 2009 | CD, digital download | Universal Music                              | Standard, Deluxe |
| Chile             | 20 listopada 2009 | CD, digital download | Universal Music                              | Standard, Deluxe |
| Irlandia          | 20 listopada 2009 | CD, digital download | Universal Music                              | Standard, Deluxe |
| Niemcy            | 20 listopada 2009 | CD, digital download | Universal Music                              | Standard, Deluxe |
| Wielka Brytania   | 23 listopada 2009 | CD, digital download | Polydor                                      | Standard, Deluxe |
| Stany Zjednoczone | 23 listopada 2009 | CD, digital download | Interscope, Streamline, Kon Live, Cherrytree | Standard, Deluxe |
| Kanada            | 23 listopada 2009 | CD, digital download | Universal Music                              | Deluxe           |
| Kanada            | 1 grudnia 2009    | CD, digital download | Universal Music                              | Standard         |
| Brazil            | 27 listopada 2009 | CD, digital download | Universal Music                              | Deluxe           |
| United States     | 15 grudnia 2009   | Box-set              | Interscope                                   | Super Deluxe     |